# La Rochelle-Normande
La Rochelle-Normande è un ex comune francese di 321 abitanti situato nel dipartimento della Manica nella regione della Normandia. Il 1º gennaio 2016 è stato incorporato nel nuovo comune di Sartilly-Baie-Bocage. Vi nacque Augusto Chapdelaine, missionario in Cina.

## Società

### Evoluzione demografica
Abitanti censiti